# RusHydro
RusHydro (auparavant appelée Hydro-OGK ou РусГидро) est une entreprise russe spécialisée dans les centrales hydroélectriques, fondée en 1993. Les diverses installations sous son contrôle représentent, début 2012, une capacité installée de 34,9 gigawatts, ce qui en fait le deuxième producteur mondial d'énergie hydro-électrique et le plus grand successeur de RAO UES. En 2021, le chiffre d'affaires de la société s'élève à 1,9 milliard d'euros.
La firme est enregistrée légalement à Krasnoïarsk, mais son siège social se situe dans le district administratif sud-ouest de Moscou.

## Centrales hydroélectriques
La firme est propriétaire, entre autres, des centrales suivantes :
- Barrage de la Boureïa 2 010 MW
- Barrage de Volgograd (fabriquée dans le cadre des Grands chantiers du communisme (en) dans les années 1950) 2 671 MW
- Barrage de Votkinsk (mise en service: 1961) 1 020 MW pour 2 600 Gwh/an
- Barrage de Jigouli-Kouïbychev 2 477,5 MW
- Barrage de la Zeïa (affluent du fleuve Amour, mise en service: 1985) 1 330 MW pour 4 910 Gwh/an
- Barrage de Saratov (fabriquée dans le cadre des Grands chantiers du communisme (en) dans les années 1950) 1 360 MW
- Barrage de Saïano-Chouchensk (6e centrale hydroélectrique du monde avant l'accident grave d'août 2009, conduisant à 67 morts) 6 400 MW pour 24 500 Gwh/an
- barrage de Tcheboksary (sur la Volga, mise en service en 1981) 1 404 MW
- le barrage de la Kama 552 MW pour 1 700 Gwh/an sur la Kama, affluente de la Volga
- le barrage de Tchirkeïsk 1 000 MW
- le barrage de Bogoutchany 2 997 MW
- le barrage de Nijni Novgorod 520 MW
- le barrage de Rybinsk 366,4 MW pour 935 Gwh/an
- le barrage d'Ouglitch 120 MW
- Centrale hydroélectrique de Zagorsk 1 200 MW pour 1 900 Gwh/an

## Autres
Le groupe est aussi propriétaire de la centrale marémotrice de la baie Kislaïa: ce projet expérimental faisant appel à l'énergie marémotrice commença en 1968 mais des problèmes de financement conduisirent à sa suspension. Les travaux ont repris depuis 2004. Avec une capacité de 1,7 MW, c'est la 4e centrale marémotrice du monde.